# Szibériai csíkosmókus
A szibériai csíkosmókus vagy burunduk (Tamias sibiricus) az emlősök (Mammalia) osztályának a rágcsálók (Rodentia) rendjébe, ezen belül a mókusfélék (Sciuridae) családjába tartozó faj.
Az úgynevezett pofazacskós mókusok (Tamias fajok) közé tartozik. Összesen 25 fajukat ismeri a tudomány, bár más források 22 fajt említenek. Invazív faj, a 2016. előtt beszerzett példányok kivételével tartása TILOS.

## Előfordulása
Ázsiában, Oroszország, Kína, Korea és Japán északi részén honos. Fogságból kiszabadult példányok elszaporodása miatt Európában szórványosan előfordul. Ellentétben a hazai mókusokkal ez a faj leginkább az erdők talajszintjén mozog szívesen, bár kiváló akrobatának bizonyulnak az ágakon is.

## Alfajai
- Tamias sibiricus sibiricus Laxmann, 1769 - szinonimája: Tamias sibiricus altaicus (Hollister, 1912)
- Tamias sibiricus asiaticus Gmelin, 1788 - szinonimái: Tamias sibiricus uthensis (Pallas, 1811), Tamias sibiricus jacutensis Ognev, 1935
- Tamias sibiricus lineatus Siebold, 1824
- Tamias sibiricus okadae Kuroda, 1932
- Tamias sibiricus ordinalis Thomas, 1908 - szinonimája: Tamias sibiricus albogularis (J. A. Allen, 1909)
- Tamias sibiricus orientalis Bonhote, 1899 - szinonimája: Tamias sibiricus barberi (Johnson & Jones, 1955)
- Tamias sibiricus pallasi Baird, 1856 - szinonimája: Tamias sibiricus striatus (Pallas, 1778)
- Tamias sibiricus senescens Miller, 1898 - szinonimája: Tamias sibiricus intercessor (Thomas, 1908)
- Tamias sibiricus umbrosus A. H. Howell, 1927

## Megjelenése

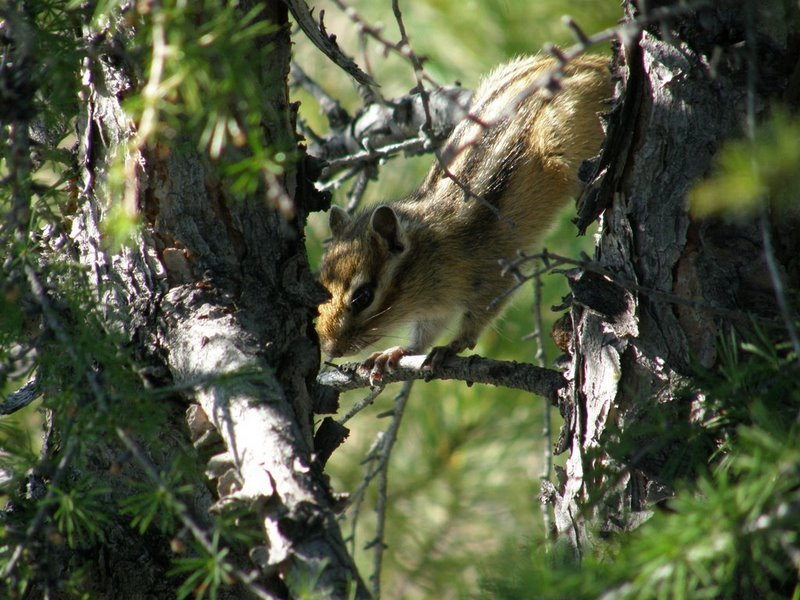
Fán surranó csíkosmókus

Míg az amerikainak három, a főleg Szibériában élőnek öt csíkja van. 12–20 cm hosszú, farka 10–14 cm, átlagos testsúlya 50-150 gramm alfajtól függően. Átlagos élettartamuk a szabadban 2-5 év, míg fogságban 6-10 év is lehet. Nagy szemei vannak, amivel ellát nagyon messzire is akár.
Föld alatti járatokat ás, ott alussza téli álmát és oda halmozza fel a télire gyűjtögetett táplálékot. Egy-egy példány általában 1-7 kilogrammnyi táplálékkal biztosítja be magát télire.

## A mókus, mint háziállat
Sokan szeretnének háziállatként szibériai csíkos mókust, azonban figyelembe kell venni: tartása és beszerzése sem egyszerű. Sokkal nagyobb a kereslet iránta, mint amennyi mókust eladásra szántak, így rendkívül sokba kerül. A tenyésztett fiatalok érthető módon különösen drágák - nagyobb odafigyelést kapnak, mint az állatkereskedésben megtalálható, szűkebb ketrecekbe zsúfolt társaik. Lehet vadon fogott példányokat is kapni, ám ezek nem könnyen szelídíthetőek, de kicsinyük az; kondíciójukkal is sokszor baj van, mivel amire ezek a befogott állatok elérnek Európába, a rossz körülmények közötti viszontagságos utazás során nagy részük elpusztul. Azt is nagyon fontos tudni, hogy a csíkos mókus erősen territoriális állat, egy ketrecbe csak egy példány tehető, az ivarérett egyedeket kizárólag párzáskor szabad összeengedni szigorú felügyelet mellett, hogy a verekedés első jelére szét lehessen választani őket.
Az Unió számára veszélyt jelentő idegenhonos inváziós fajok 1143/2014/EU európai parlamenti és tanácsi rendelet szerinti jegyzékének elfogadásáról szóló 2016/1141. végrehajtási rendelet listáján 2016. év óta szerepel a szibériai csíkosmókus, mint inváziós faj. Az 1143/2014/EU rendelet II. fejezet 7. cikke szerint T I L O S
a) az Unió területére behozni, beleértve a vámfelügyelet alatti átszállítást is;
b) tartani, a zárt tartást is ideértve;
c) tenyészteni, a zárt tartást is ideértve;
d) az Unióba, az Unióból vagy az Unión belül szállítani, kivéve a faj kiirtása céljából használt létesítményekbe történő szállítást;
e) forgalomba hozni;
f) felhasználni vagy azokkal kereskedni;
g) szaporítás, nevelés vagy termesztés céljára engedélyezni, a zárt tartást is ideértve; vagy
h) a környezetbe kibocsátani.
Az állatok védelméről és kíméletéről szóló 1998. évi XXVIII. törvény 24/F. § szerint „az ország őshonos növény-, illetve állatvilágára ökológiai szempontból veszélyes, külön jogszabályban meghatározott állatok kedvtelésből való tartása, szaporítása és forgalomba hozatala tilos. A tilalom megszegésével tartott állatot az állatvédelmi hatóság elkobozza.

### Ketrece
Figyelembe kell venni, hogy nem háziasított állatról van szó. A kézhez szoktatásról megoszlanak a vélemények, de még ha kölyökkorban is kezdjük el a szelídítést, sem lesznek olyan szelídek, mint például az aranyhörcsög.  A tartására nem elég egy hagyományos ketrec, mozgásigénye miatt legalább 60–70 cm széles, 50–60 cm mély, és legalább 70 cm magas   ketrecbe kell helyezzük a mókust, de a törvény által előírt minimális méret 40*40 cm alapterület, és 70 cm magas. Természetesen ha ennél nagyobb a ketrec, a mókus azt is képes belakni. Almozni forgáccsal, pellettel, forgács és mulcs keverékével, kukorica csuma alommal lehet, porallergia esetén szóba jöhet a kókuszrost alom, de ennél figyelni kell arra, hogy a kókuszrost hajlamos a bepenészesedésre. Mivel a mókus szeret ásni, a ketrecen az alja rácsot állandóra fennhagyni nem szabad. Tegyünk a ketrecbe még különböző vastagságú ágakat, valamint alvó- és kamradobozokat is! Jobb, ha kemény fából készülnek, különben kedvencünk könnyen szétrágja azokat. Az odút földre, vagy talajközelbe tegyük. A burunduk a kerti tartást is megszokja: ha a kinti megoldás mellett döntünk, használjunk minél nagyobb, erős drótozású ketrecet. Ha téli álmot alszik, akkor is rendszeres időközönként felébred és kinyújtózik, ilyenkor is fontos, hogy elérhető legyen számára egy kis víz és táplálék, ezért akár kint, akár lakásban telel az állat, folyamatosan biztosítani kell számukra a folyékony ivóvizet és a táplálékot.

### Tápláléka

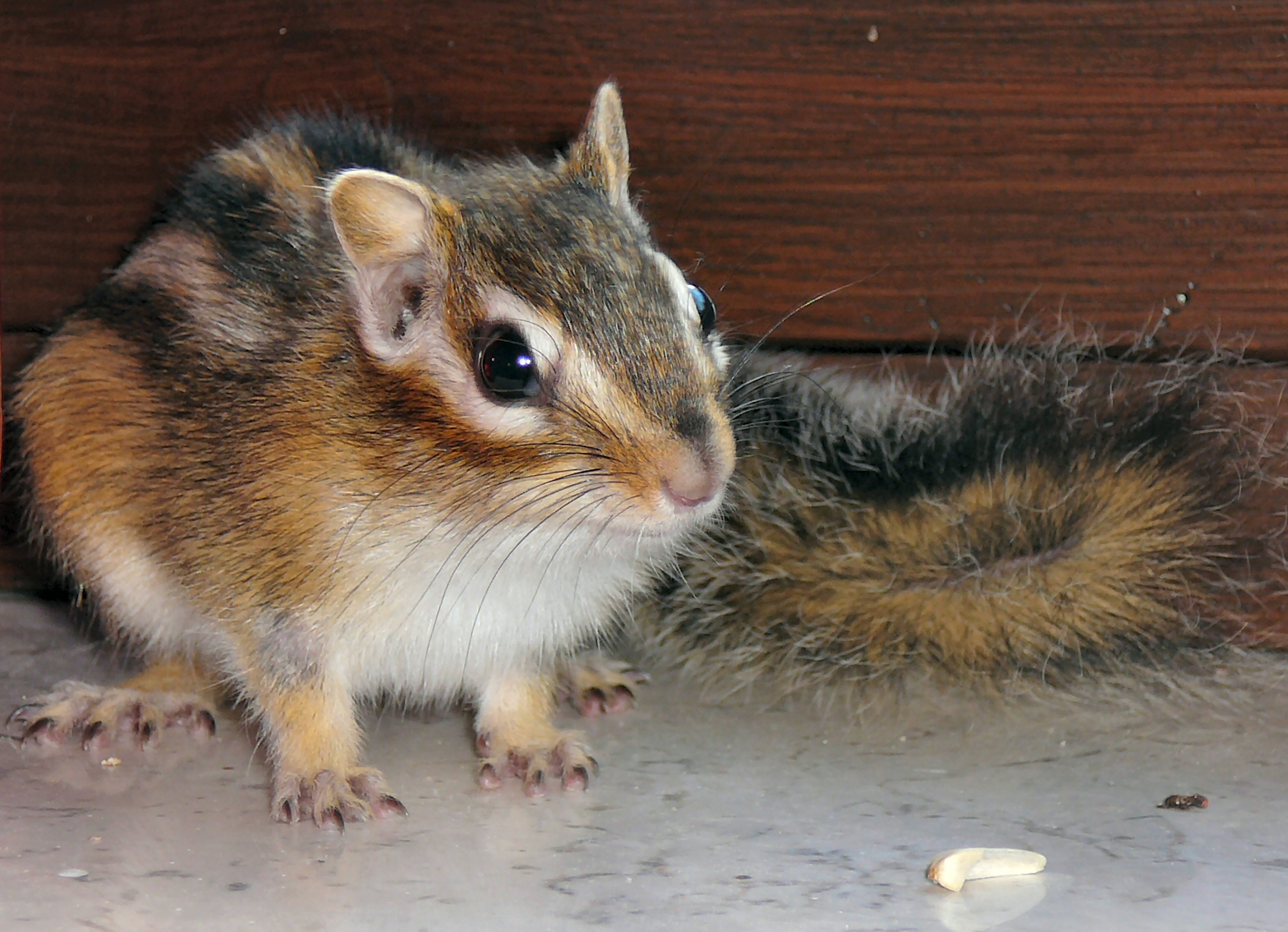
Az állat közelről

A szibériai csíkos mókus rendkívül változatos kosztot igényel. Az alapot egy jó minőségű magkeverék szolgáltatja, fontos azonban megfelelő mennyiségű gyümölcsöt és zöldséget, valamint állati eredetű fehérjét is adni neki. De a változatos étrend mellett is rendszeresen adagolni kell számukra kiegészítőként multivitamint és kalciumot is. Különösen a bogyótermésűeket szereti, például a málnát, a szamócát és a szedret. Szívesen fogyasztja a makkot, a diót és a toboz termését. Állati fehérjeként tücsköt adhatunk neki, ezeket a legtöbb állatkereskedésben könnyű beszerezni. Szeretik még a háztartási kekszet, a sajtot és a főtt tojást is.